# Amanda Coetzer
Amanda Coetzer (Hoopstad, 22 de Outubro de 1971) é uma ex-tenista profissional sul-africana.

## Grand Slam Finais

### Duplas: 1 (1 vice)
| Resultado | Ano  | Campeonato | Piso | Parceira           | Oponentes                             | Placar   |
| --------- | ---- | ---------- | ---- | ------------------ | ------------------------------------- | -------- |
| Vice      | 1993 | US Open    | Duro | Inés Gorrochategui | Arantxa Sánchez Vicario Helena Suková | 6–4, 6–2 |